# 3Com
3Com је произвођач дигиталне елекртонике, познат по производима мрежне инфраструктуре. Компанију су, 1979. године, основали Роберт Меткалф, Хавард Чарни, Брус Борден и Грег Шоу, са седштем у Марлбору, САД. Име 3Com долази од фокуса компније на "Computers, Communication and Compatibility" (рачунари, комуникација и компатибилност).
Hewlett-Packard је, 12. априла 2010. године, завршио раније најављену куповину комапније 3Com, по цени од 2,7 милијарди долара.